# وائل ابوفاعور
وائل ابوفاعور (عربی: وائل أبو فاعور)؛ (زاده: ۱۹۷۲) در خلوات الکفیر، حاصیبا متولد شد. وی یک سیاستمدار لبنانی درزی و وزیر امور اجتماعی است.

## تحصیلات و مناصب
وائل ابوفاعور تحصیلات ابتدایی و متوسطه را در مدارس مسقط گذراند و سپس با کمک مؤسسه الحریری به دانشگاه آمریکایی بیروت راه پیدا نمود. وی در دوران تحصیلات دانشگاهی به سازمان جوانان پیشرو پیوست و مسئولیت‌های مختلفی از مسئول دفتر دانشگاه آمریکایی تا عضو دبیرخانه آن در سال ۱۹۹۴ را عهده‌دار شد. در سال ۱۹۹۷ بعنوان دبیرکل این سازمان انتخاب گردید و تا سال ۲۰۰۲ در این منصب باقی ماند. وی در سال ۱۹۹۹ بعنوان عضو شورای رهبری در حزب سوسیالیست پیشرو انتخاب شد در حالی که در همان زمان عضو دبیرخانه اتحاد جوانان عرب هم بود. در سال ۲۰۰۵ بعنوان نماینده درزی در دره بقاع غربی انتخاب گردید و در سال ۲۰۰۹ مجدداً به همین سمت انتخاب شد. او در دولت وحدت ملی که فؤاد سنیوره در ۱۱/۷/۲۰۰۸ تشکیل داده بود بعنوان وزیر تعیین شد و بعد نیز در دوره رئیس‌جمهور سعد حریری در ۱۹/۱۱/۲۰۰۹ مجدداً برای این سمت تعیین گردید. در ۱۳/۶/۲۰۱۱ در دولت نجیب میقانی بعنوان وزیر امور اجتماعی تعیین شد.